# Белый Ключ (станция)
Белый Ключ — промежуточная железнодорожная станция Волго-Камского региона Куйбышевской железной дороги. Расположена в населённом пункте Белый Ключ Железнодорожного района Ульяновска. Находится на участке с тепловозной тягой ж-д линии «Зелёный Дол — Сызрань». Начало эксплуатации — 1944 год.

## История
Станция открылась в 1944 году при строительстве железной дороги «Волжская рокада». Около станции был построен посёлок Белый Ключ. В апреле 1956 года начата укладка железнодорожной ветки, объединяющий разъезд «Белый Ключ» и стройплощадку под цементный завод г. Новоульяновск, а также к посёлку Мелоизвесткового завода (ныне п. Меловой).
В 1988 году станция вошла в состав Железнодорожного района Ульяновска .

## Деятельность
На станции осуществляются:
- Посадка и высадка пассажиров на поезда пригородного и местного сообщения. Приём и выдача багажа не производится.

- Приём и выдача грузов на подъездных путях (путях необщего пользования) и местах необщего пользования.

## Дальнее следование по станции
По состоянию на май 2024 год через станцию курсируют следующие поезда дальнего следования.

## Галерея

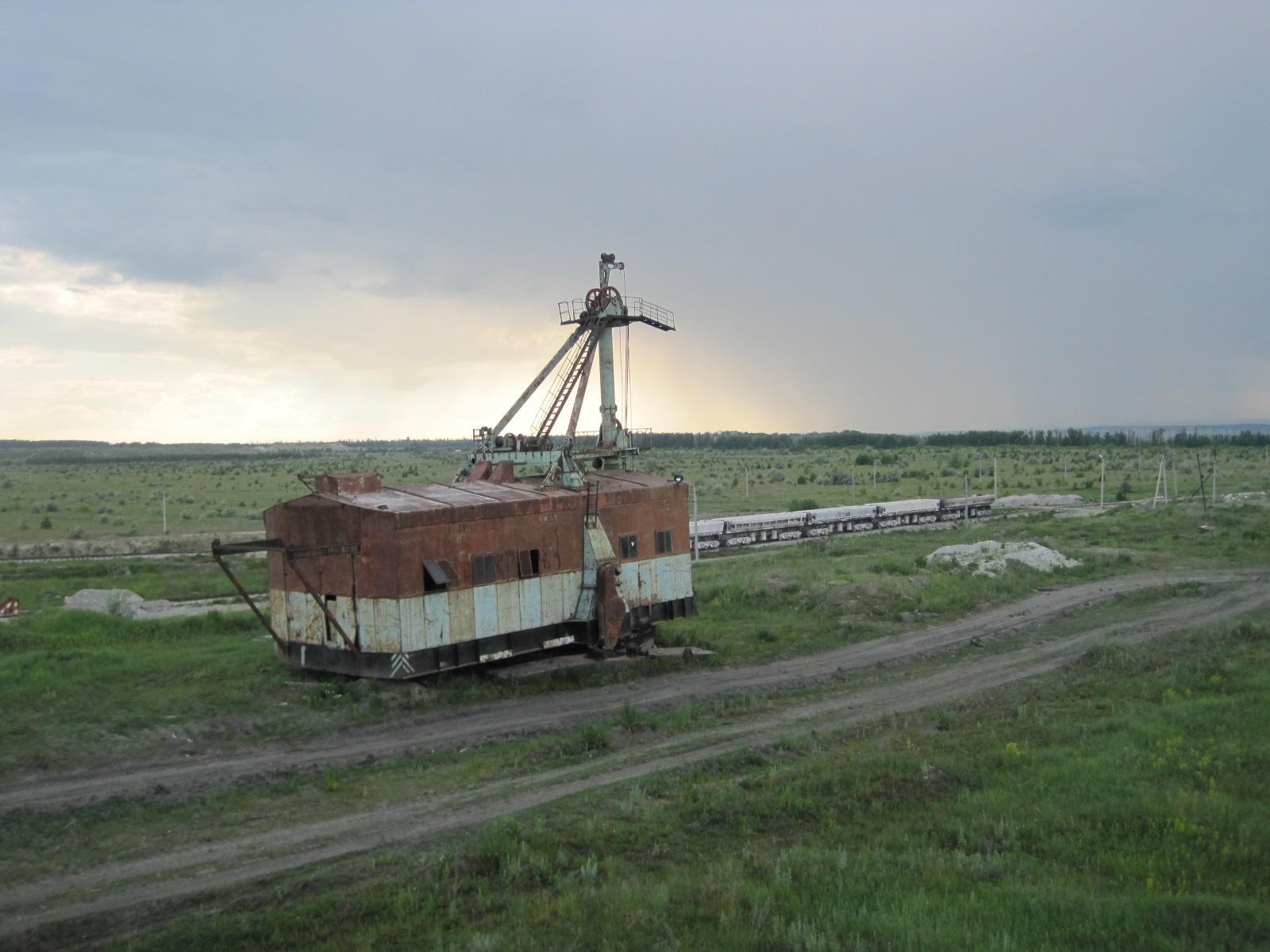
Ж/д ветка к меловым карьерам.
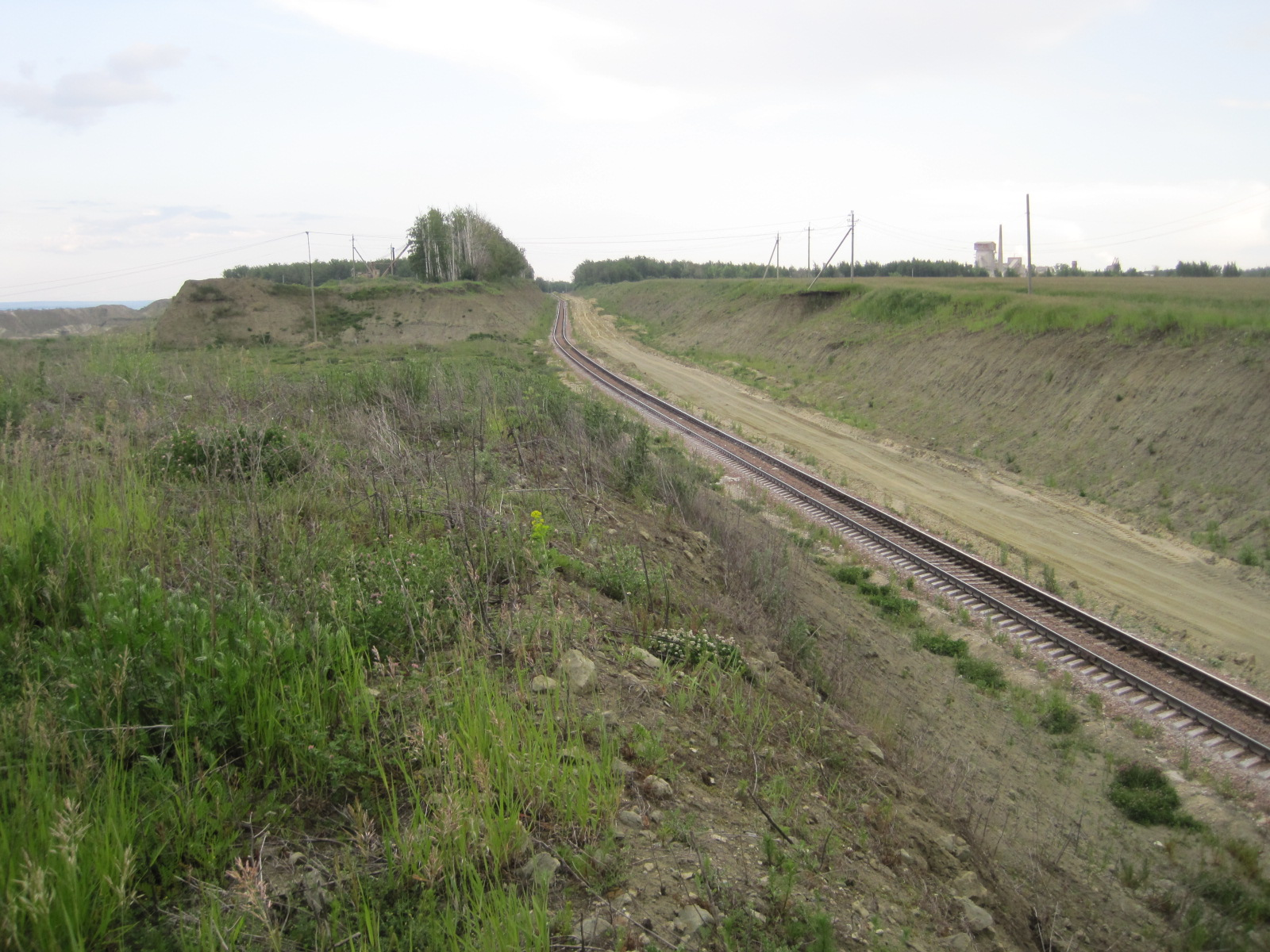
Ж/д ветка к меловым карьерам.
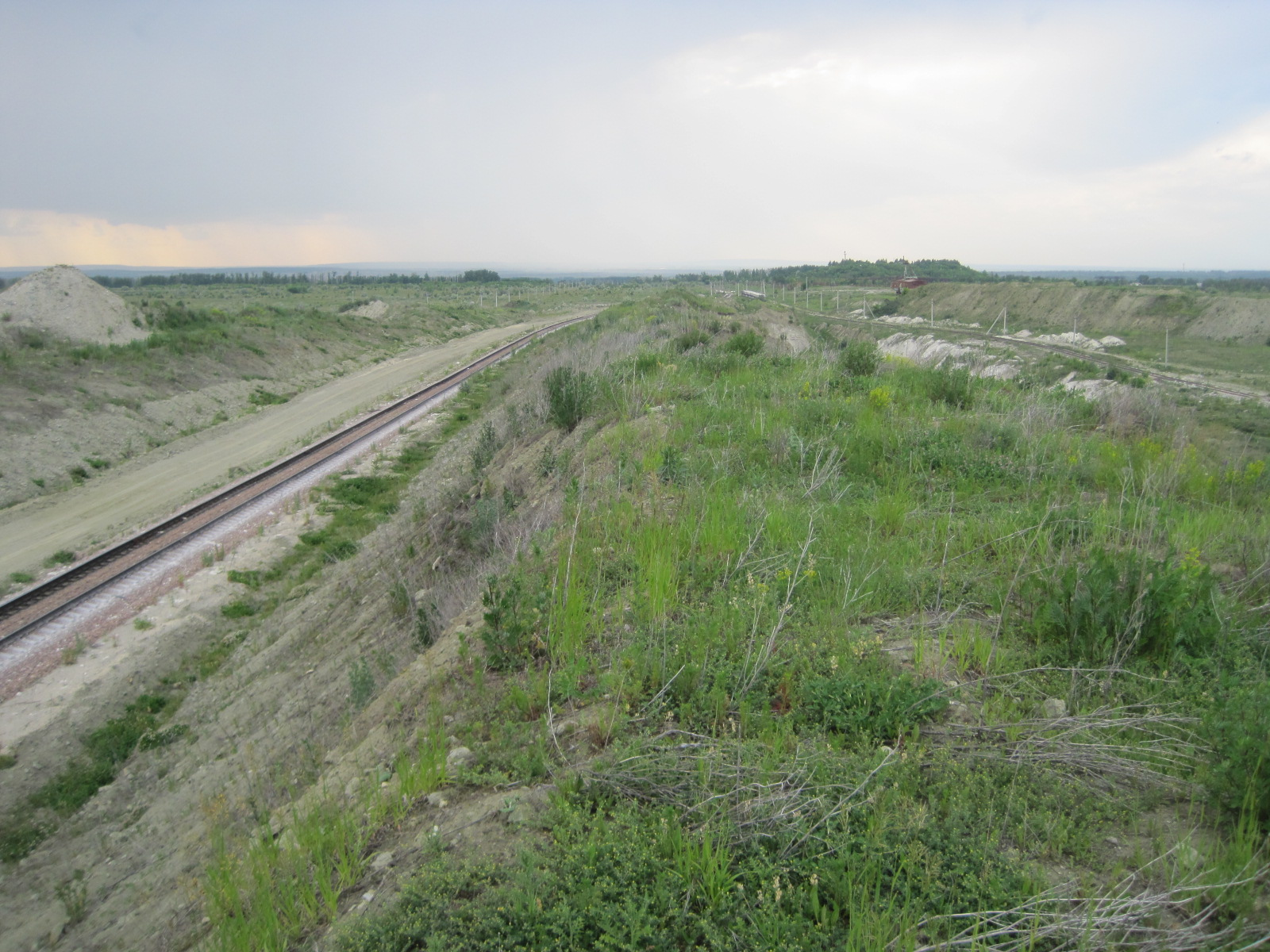
Ж/д ветка к меловым карьерам.
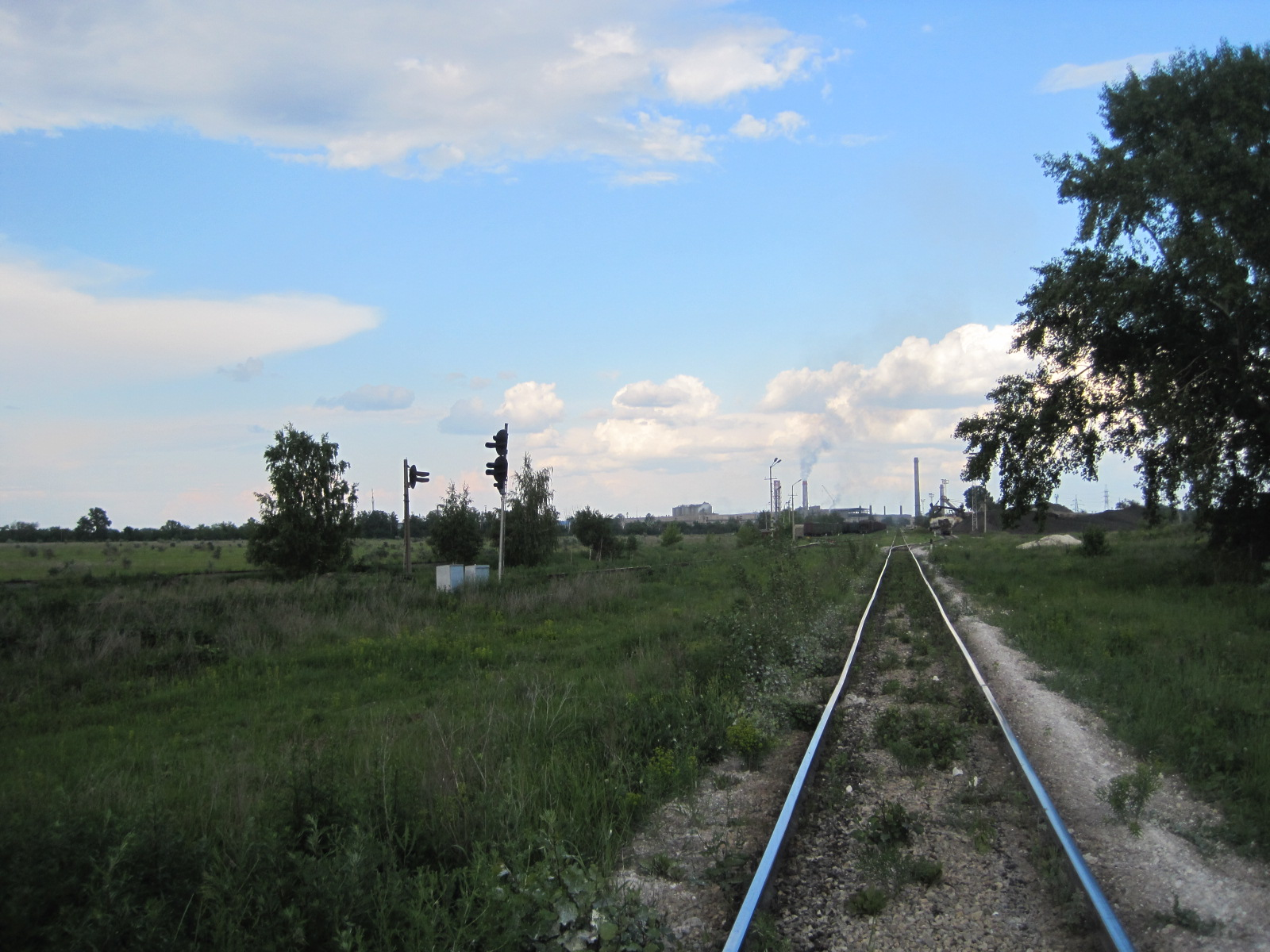
Ж/д ветка к цементному заводу.